# هلنا رانالدی
هلنا رانالدی نوگیرا (زاده ۲۴ مه ۱۹۶۶) یک هنرپیشه اهل برزیل است.
پس از انجام برخی مشاغل مدلینگ و تبلیغات تلویزیونی، او در بین پنج فینالیست فورد مدل‌های سوپرمدل جهان - گام برزیل، ۱۹۸۹ قرار گرفت. با پولی که به دست آورد دوره بازیگری تئاتر را گذراند. در سن ۲۳ سالگی از سائوپائولو به ریودوژانیرو نقل مکان کرد.
این بازیگر با ریکاردو وادینگتون ازدواج کرد که ده سال با او زندگی کرد و صاحب یک پسر به نام پدرو شد. این زوج در ژانویه ۲۰۰۴ از هم جدا شدند.

## فیلم‌شناسی

### تلویزیون
| سال  | عنوان                       | نقش                                     | یادداشت                            |
| ---- | --------------------------- | --------------------------------------- | ---------------------------------- |
| ۱۹۹۰ | داستان آنا رایو و Zé Trovão | استفانیا                                |                                    |
| ۱۹۹۱ | آمازونیا                    | آندریا                                  |                                    |
| ۱۹۹۲ | پارتی مجردی                 | نینا سالگادو                            |                                    |
| ۱۹۹۳ | کازو ویژه                   | لوسیولا                                 | قسمت: "لوسیولا"                    |
| ۱۹۹۳ | تصمیم بگیرید                | آنا                                     | قسمت: "خون سرد"                    |
| ۱۹۹۳ | اولهو نه اولهو              | مالنا مایا                              |                                    |
| ۱۹۹۴ | تصمیم بگیرید                | راکل                                    | قسمت: "کوپاکابانا"                 |
| ۱۹۹۴ | چهار در چهار                | مرسیا آرودا فرانکو / سوزانا سیلز        |                                    |
| ۱۹۹۵ | تصمیم بگیرید                | لیدیا                                   | قسمت: "شور راهزن"                  |
| ۱۹۹۵ | منفجر شدن کوراسائو          | لاریسا                                  |                                    |
| ۱۹۹۶ | خارق‌العاده                  | ارائه کننده                             |                                    |
| ۱۹۹۶ | آنجو د میم                  | جوآنا                                   |                                    |
| ۱۹۹۸ | مولر                        | ماریلیا                                 | مشارکت ویژه                        |
| ۱۹۹۹ | آنداندو ناوس نوونس          | درا. لیدیا لبلون                        |                                    |
| ۲۰۰۰ | لاکوس د فامیلیا             | سینتیا مارتینز                          |                                    |
| ۲۰۰۱ | حضور آنیتا                  | لوسیا هلنا ریس                          |                                    |
| ۲۰۰۲ | قلب دانش آموز               | کلارا گوویا                             |                                    |
| ۲۰۰۳ | زنان عاشق                   | راکل دی آلمیدا ترینداد                  |                                    |
| ۲۰۰۴ | ام سو کوراسائو              | لیدیا روزمبرگ                           |                                    |
| ۲۰۰۴ | بانوی مقصد                  | یارا اشتاینر                            |                                    |
| ۲۰۰۵ | کارگا پسادا                 | ویتوریا                                 | قسمت: "بیا برقص"                   |
| ۲۰۰۶ | صفحه دا ویدا                | مارسیا فراگوسو مارتینز د آندراده پینیرو |                                    |
| ۲۰۰۸ | یک مورد علاقه               | ددینا بارتو                             |                                    |
| ۲۰۱۰ | مالهسائو                    | ترزا مارینز                             | فصل ۱۸                             |
| ۲۰۱۲ | فینا استامپا                | کیارا پاسارلی                           | قسمت‌ها: "۳ ژانویه تا ۱۲ مارس ۲۰۱۲" |
| ۲۰۱۴ | ام فامیلیا                  | ورونیکا سالدانها دوس سانتوس             |                                    |
| ۲۰۱۵ | به عنوان رذل‌ها              | آماندا                                  | قسمت: "آماندا"                     |
| ۲۰۱۸ | ای مکانیزمو                 | اوا بالستری                             | مشارکت                             |
| ۲۰۱۸ | ای دوترینادور               | جولیا ماچادو                            |                                    |
| ۲۰۱۹ | زندانبانان                  | لیلا                                    | فصل 2                              |

### سینما
| سال  | عنوان                | نقش           | یادداشت    |
| ---- | -------------------- | ------------- | ---------- |
| ۲۰۰۸ | بوداس د پاپل         | نینا          |            |
| ۲۰۱۱ | تانکرده: عبور        | آلزیرا وارگاس | مستند      |
| ۲۰۱۸ | مینه مائه، مینه فیله | ایزابل        | فیلم کوتاه |
| ۲۰۱۸ | ای دوترینادور        | جولیا ماچادو  |            |